# Ophiomyia submaura
Ophiomyia submaura är en tvåvingeart som beskrevs av Erich Martin Hering 1926. Ophiomyia submaura ingår i släktet Ophiomyia och familjen minerarflugor.
Artens utbredningsområde är Tyskland. Inga underarter finns listade i Catalogue of Life.